# سعادت‌پور
سعادت‌پور (به انگلیسی: Saadat Pur) یک منطقهٔ مسکونی در پاکستان است که در پنجاب واقع شده‌است. سعادت‌پور ۱٬۰۰۰ نفر جمعیت دارد.